# Cabernet dorsa
Cabernet dorsa, Cabernet Dorsa – krzyżówka odmian winorośli właściwej (Vitis vinifera): dornfelder x cabernet sauvignon. Niektórzy wywodzą odmianę od kékfrankos zamiast cabernet sauvignon. Odmiana cabernet dorsa została wyhodowana w 1971 roku w instytucie Staatliche Lehr- und Versuchsanstalt für Wein- und Obstbau w Weinsberg (Badenia-Wirtembergia) w Niemczech przez dr. Schleipa. W 2004 została wpisana na oficjalną listę odmian winorośli w Niemczech. Najpopularniejsza z niemieckim cabernetów.

## Charakterystyka
Wzrost krzewu silny. Liście są średniej wielkości lub duże, 5-klapowe lekko karbowane o średnio głębokich zatokach bocznych. Zatoka ogonkowa w kształcie litery „V”. Grona średniej wielkości i masy, stożkowate, średnio zwarte. Jagody granatowoczarne, kuliste, średniej lub mniejszej wielkości, o wysokim poziomie cukrów.

## Cięcie

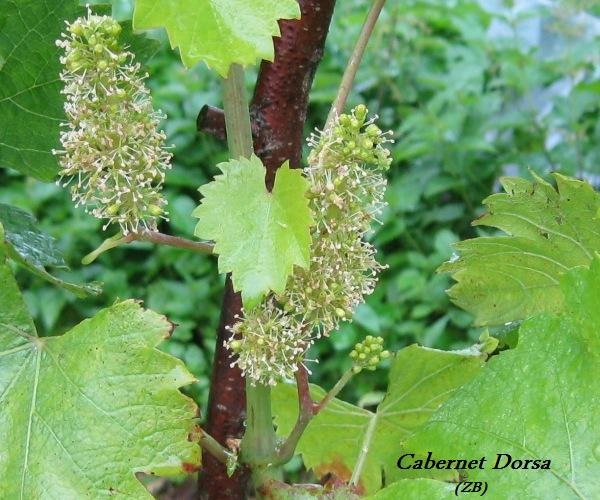
cabernet dorsa - kwiatostany

Krzew nie ma specjalnych wymagań co do form prowadzenia. Dobrze plonuje przy cięciu na 4 lub 5 pąków. Pierwsze 2 pąki od nasady łozy często bywają bezpłodne.

## Fenologia

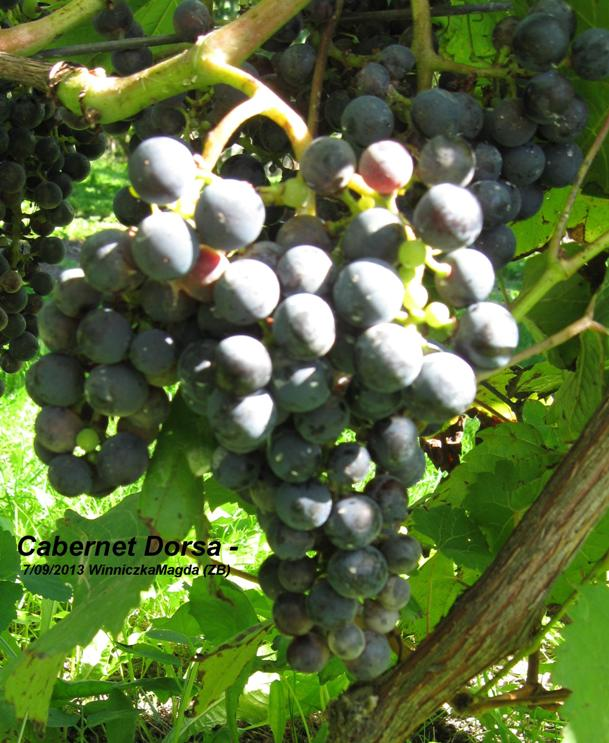
cabernet dorsa - grono

Pora dojrzewania średnio późna, około tygodnia po chasselas (chrupce złotej), w podobnej porze jak dornfelder, ale o około 2 tygodnie wcześniej niż cabernet sauvignon.

## Parametry dojrzewania
W Niemczech odmiana osiąga ekstrakt cukrowy średnio 88,4 °Oe i poziom kwasów w granicach 8,6 g/l.

## Rozpowszechnienie
Największe uprawy w Niemczech - około 252 ha (2012 rok) i Szwajcarii (20 ha), poza tym w Szwecji.
Cabernet dorsa dojrzewa wcześniej niż cabernet sauvignon i dlatego coraz częściej sadzona jest w chłodniejszych rejonach, tam gdzie cabernet sauvignon nie dojrzewa wystarczająco dobrze. Również w Polsce prowadzi się próby winifikacji tej odmiany.

## Wino
Wino harmonijne, z delikatnymi taninami i lekko owocowym aromatem. Zawiera w sobie cechy win z dornfeldera i kékfrankos w nieco delikatniejszym wydaniu.

## Synonimy
We 71-817-92, Weinsberg 71-817-92